# Ámbar (banda)
Ámbar es un dúo musical conformado por DN Bianco y Ric Piccolo, quienes integraban un proyecto experimental de música electrónica llamado Ilusión Fernández 4.º. Período.

## Historia

### Nace Ámbar
En 1998 comienzan a crear canciones basadas principalmente en tres elementos principales: voz, guitarra y computadora. Deciden entonces hacerse conocer con un nuevo nombre: Ámbar. Con este nombre y con un concepto distinto al anterior, empiezan a presentarse en varios lugares y a principios de 2000 lanzan Viaje perfecto, su primer disco.
Por esos días se presentan en vivo en lugares de Buenos Aires como El Dorado, El Argentino, El local de los Apóstoles, Tower Records, etc. De Viaje perfecto se desprende el primer videoclip de Ámbar, "Donde el Sol no olvida" (Dir: Ana Fresco).
A principios de 2001 participan en el álbum: Leo García es Avant Press (Random Records, Argentina, 2001), remixando 2 canciones del mismo, "Entre rosas" y "Sobre el mar".
Participan también del compilado Paraíso Holocausto - Blue Wire (Genital Productions, México, 2001) junto con otras bandas latinoamericanas. La canción elegida es "Escape a la dimensión nro. 4".

### El segundo álbum
En 2002 incorporan al repertorio en vivo, nuevas canciones que, a mediados de 2003 formarían parte de Postpop, el segundo trabajo discográfico. Con este disco, buscan dar un nuevo concepto al pop, reflejando una visión existencial-temperamental del mismo. Muestran una faceta urbana en las letras, y la música se expresa con samples, ritmos continuos, guitarras cortadas que dejan atrás las frases y solos. La grabación del disco se realizó en Polyester (estudio propio).
La presentación oficial del disco se realizó en el evento Interrupción (Buenos Aires). Ámbar se presentó luego en: Pabellón 4, Peteco´s, Festival Argentino del Videoclip, Kimia, Fiestas Brandon, La Cigale, Grooving Club, Fiesta SoundWave, Cocoliche, Fiestas Ruda Macho, etc. Este disco los lleva a presentarse -además de Buenos Aires- en lugares del interior, como Neuquén, Misiones, Santa Fe, Mar del Plata y Gran Buenos Aires.
Fueron realizados 3 videoclips de Postpop: "Playa de luz" (Dir: Nina Plez); "Noche interna" (Dir: Ambar / Adrián Culasso) y "En la ducha" (Dir: Nina Plez / Enrique Salmoiraghi).

### Los conciertos y la estética visual
En 2004, para las presentaciones en vivo implementan el uso de proyecciones que acompañan el concepto de cada tema, trabajando con artistas multimedia, como la VJ Nina Plez y el productor audiovisual Enrique Salmoiraghi.
Con este último preparan un concierto especial con una estética visual retro-futurista, llamado Ámbar 3D, en donde presentan 7 canciones en vivo, acompañadas por proyecciones en 3D, técnica utilizada por el cine en los años 50, que provoca un efecto impactante y dinámico en la visión de los espectadores.
Ámbar 3D se presentó oficialmente en el marco de Estudio Abierto 2004, evento anual organizado por el Gobierno de la Ciudad de Buenos Aires. A principios de 2005 participan en el compilado Fuego aliado (Re-1000 Records, Mar del Plata, Argentina, 2005) junto con otras bandas. "Calor" es la canción incluida en esta ocasión.